# لئوپولد پنجم، دوک اتریش
لئوپولد پنجم، دوک اتریش (به انگلیسی: Leopold V, Duke of Austria)، یکی از افراد خاندان بابنبرگ و دوک اتریش از سال ۱۱۷۷ و دوک آستریا (اتریش) از سال ۱۱۹۲ میلادی تا زمان مرگش بود.